# Victor Mazuline
Victor Petit-Frère Mazuline né le 21 juillet 1789 à Fort-royal en Martinique et décédé le 28 janvier 1854 à Paris est député de la Martinique à l'Assemblée nationale constituante entre 1848 et 1849.

## Biographie
Victor Petit-Frère Mazuline est né à Fort-royal (Martinique) le 21 juillet 1789, d'une mère esclave. Il quitte son île natale en 1802, avec son maître, M. Mottet, chef d'escadron de gendarmerie, et le suit aux États-Unis, puis en France où cet officier meurt dans la misère au Val-de Grâce.
Mazuline resta quelque temps sans place puis entre au service de Pierre Paul Nicolas Henrion de Pansey qui l'attache au service sa fille. Cette dernière épouse Joseph Marie de Pernety, pair de France, Mazuline suit sa jeune maîtresse. Il épouse la femme de charge du vicomte de Pernety, Anne Claude Chapuis, qui lui donne une fille, Madèleine Uranie Victorine. Grâce à la bienveillance de ses maîtres, celle-ci fait d'assez bonnes études, passe ses examens de capacité à l'Hôtel de Ville et fonde un pensionnat à la Martinique pour y éviter une trop grande influence des Sœurs de Saint-Joseph de Cluny.
Mazuline qui a quitté le service de M. de Pernety et est devenu rentier à Paris, est en effet élu, le 9 août 1848, représentant de la Martinique à l'Assemblée constituante, par 18 504 voix sur 20 698 votants, comme suppléant de Cyrille Bissette. L'élection de ce dernier ayant été annulée, Mazuline est admis tout de suite à siéger à sa place. Il vote contre la sanction de la Constitution par le peuple, pour l'ensemble de la Constitution et contre la proposition de Jean-Pierre Rateau. Il obtient un congé et ne prend aucune part aux votes ultérieurs et ne se représente pas aux élections suivantes. Il meurt à son domicile parisien le 28 janvier 1854.